# Tiroteig a l'escola
Un tiroteig a l'escola és un acte violent on un individu o un grup d'individus llança un atac amb armes de foc a un centre educatiu, com ara una escola primària, institut de secundària, una universitat o algun altre centre educatiu. És una forma de la violència escolar. La definició no s'ha concretat prou per a poder investigar les causes.
Hi ha tirotejos escolars notables a tot el món, sent els Estats Units on hi ha el nombre més alt. Des del tiroteig a l'Escola Primària de Sandy Hook (2012), circulen teories conspiratòries amb un bon nombre de creients que afirmen que aquests actes de violència escolar són muntatges del govern utilitzats com a propaganda per a prohibir l'ús d'armes de foc.

## Perfil
Els tirotejos a les escoles reben extensa cobertura de mitjans de comunicació i són freqüents als Estats Units. Arreu del món de vegades això ha comportat canvis en les polítiques de les escoles relacionades amb la disciplina i la seguretat. Alguns experts han descrit els temors sobre els tirotejos escolars com un tipus de pànic moral. Aquests incidents poden també comportar un debat internacional sobre les lleis de regulació de l'ús i tinença d'armes.

## Solucions
Justin Rivard, un estudiant de l'institut de Somerset (Wisconsin) inventà un bloquejador de portes que anomenà JustinKase, un joc de paraules que barreja el seu nom, Justin, amb l'expressió Just in case («Per si de cas»).